# ВПК-Агро
«ВПК-Агро» (укр. ВПК-Агро) — украинский футбольный клуб. Представлял село Шевченковка, зарегистрирован был в селе Вишнёвое Днепропетровской области. Домашние матчи проводил на стадионе «Колос-Арена» в поселке Магдалиновка. Чемпион Украины среди любителей 2018/2019.

## История
Команда основана в 2011 году и получила название в честь одной из крупнейших сельскохозяйственных фирм Днепропетровской области. Президентом клуба стал бизнесмен и руководитель предприятия Владимир Корсун, в молодости игравший на любительском уровне за магдалиновскую «Дружбу». Первоначально команда участвовала в чемпионате Магдалиновского района, с 2012 года — участник чемпионата Днепропетровской области, где в дебютном сезоне стала победителем первой лиги. В следующем году «ВПК-Агро» объединилась с днепропетровской «Победой», и под названием «ВПК-Победа» провела первую половину сезона в высшей лиге чемпионата области, после чего команды разделились и второй круг «Победа» продолжила самостоятельно. В следующем сезоне «ВПК-Агро» начала чемпионат уже единолично и стала чемпионом области. Параллельно с областными соревнованиями, в 2014 году команда впервые заявилась на чемпионат Украины среди любителей. Проведя два сезона на всеукраинском уровне, клуб решил сконцентроваться на чемпионате области, который снова выиграл в 2016 и 2018 годах, а в 2017 году команда стала обладателем кубка Днепропетровской области. В сезоне 2017/18 клуб участвовал в любительском кубке Украины, где дошёл до полуфинала, а в следующем сезоне восстановил выступления в любительском чемпионате, в котором стал победителем.
В 2019 году команда дебютировала на профессиональном уровне, пройдя аттестацию для участия во Второй лиге Украины. В первом же сезоне в профессиональных соревнованиях «ВПК-Агро» стала победителем своей группы и получила право выступать в Первой лиге.
В 2022 году, после российского вторжения в Украину, клуб прекратил выступления на профессиональном уровне и был расформирован.

## Стадион
Домашним стадионом команды была заявлена «Колос-Арена» в Магдалиновке, однако из-за несоответствия стадиона требованиям Профессиональной футбольной лиги Украины, часть матчей сезона 2019/20 команда провела на стадионе «Металлург» в Новомосковске, а после выхода в первую лигу выступала в Днепре на стадионе «Метеор».

## Достижения
- Вторая лига Украины
  - Победитель: 2019/20 (группа «Б»)
- Чемпионат Украины среди любителей
  - Победитель: 2018/19
- Чемпионат Днепропетровской области
  - Победитель (3): 2014, 2016, 2018
  - Серебряный призёр (2): 2015, 2017
- Кубок Днепропетровской области
  - Обладатель: 2017

## Выступления в чемпионатах Украины
| Сезон   | Дивизион            | Место в чемпионате | И  | В  | Н | П  | ГЗ | ГП | О  | Кубок Украины                | Примечания                                                                     |
| ------- | ------------------- | ------------------ | -- | -- | - | -- | -- | -- | -- | ---------------------------- | ------------------------------------------------------------------------------ |
| 2019/20 | Вторая лига Украины | 1 из 11            | 20 | 15 | 3 | 2  | 48 | 15 | 48 | Первый предварительный раунд | Розыгрыш был прерван после 20 туров из-за пандемии COVID-19                    |
| 2020/21 | Первая лига Украины | 10 из 16           | 30 | 11 | 4 | 15 | 30 | 48 | 37 | 1/8 финала                   |                                                                                |
| 2021/22 | Первая лига Украины | 14 из 16           | 20 | 5  | 3 | 12 | 16 | 28 | 18 | 1/16 финала                  | Розыгрыш был прерван в феврале 2022 года из-за российского вторжения в Украину |

## Главные тренеры
- Сергей Тараненко (2013)
- Евгений Прошенко (2014)
- Евгений Проненко (2015)
- Сергей Тараненко (2016)
- Сергей Соловьёв (2017—2021)
- Владимир Кныш (2020, и. о.)
- Александр Грицай (2021)
- Александр Поклонский (2021—2022)